# 定住者
定住者（ていじゅうしゃ）とは
1. 一定の場所に居住している者
2. 日本国に在留する外国人に与えられる在留資格の一種で法務大臣が特別な理由を考慮し一定の在留期間を指定して居住を認める者[1]

本項目では2について説明する。

## 日本国在留資格としての定住者
日本国に在留する外国人に与えられる在留資格の一種で、法務大臣が特別な理由を考慮し、5年を超えない範囲で一定の在留期間を指定して居住を認める者。永住者と同じく日本での就労活動に対する制限はない。主な対象者は日系人とその配偶者、インドシナ難民、日本人や永住者等の配偶者と死別・離婚した外国人、永住者や定住者の親に扶養される未成年・未婚の外国籍実子などである。2022年末時点で在留資格「定住者」を持つものは206,938人で在留外国人全体の6.7％を占めており、国籍・地域別ではブラジルが70,906人、フィリピン57,591人、中国25,960人などである。
在日韓国・朝鮮人平和条約国籍離脱者を想定して新設された特別永住者に対応する在留資格を、同じく「過去の国民」に相当する中国残留邦人やフィリピンの日系人家族などに与えることを想定した法的地位であったが、実際にこの法的地位を利用し来日したのは日系ブラジル人など南米日系人の出稼ぎ労働者であり、「入管法最大の『意図せざる結果』」となったと評価されている。